# اعثر على هاتفي
(بالإنجليزية: Find My Phone) البحث عن هاتفي أو ما شابه ذلك هو الاسم الذي يطلقه العديد من الشركات المصنعة للبرامج وخدمة للهواتف الذكية، حيث يمكن للمستخدم المسجل العثور على الموقع التقريبي للهاتف إذا كان قيد التشغيل أو عبر الإنترنت أو عبر الهاتف الذي يرسل بريدًا إلكترونيًا أو رسالة قصيرة رسائل نصية، يساعد هذا في تحديد موقع الهواتف المفقودة أو المسروقة.
ما عليك فقط هو إضافة كلمة اوجد هاتفي على محرك بحث جوجل أو اكتب Find My Phone وسوف يتتبع جوجل هاتفك المحمول مع مراعاة انه يجب عليك ان تكون قد فتحت الإنترنت على هاتفك واضفت بريد جوجل الإلكتروني.
تقدم ابل خدمة مجانية تسمى اوجد هانفي الاي فون Find My iPhone لأجهزة أي فون iPhone التي تعمل بنظام أي اوه اس iOS. يقدم مايكروسوفت ويندوز فون My Windows Phone من مايكروسوفت Microsoft خدمة مماثلة للهواتف التي تعمل بنظام ويندوز فون Windows Phone. وبالمثل، تقدم جوجل Google ميزة اوجد جهازي Find My Device للهواتف التي تعمل بنظام اندرويد.
قد يكون لبعض هذه التطبيقات قيود يمكن التحقق منها قبل التثبيت، مثل العمل فقط في بعض البلدان، والتبعيات على تنفيذ الهاتف لنظام تحديد المواقع العالمي، وما إلى ذلك. تتوفر أيضًا تطبيقات مماثلة مدفوعة أو مجانية لجميع الأنظمة الأساسية للأجهزة.
تتوفر تطبيقات مماثلة لأجهزة الكمبيوتر، نادرًا ما تحتوي أجهزة الكمبيوتر على أجهزة استقبال جي بي إس GPS مدمجة أو اتصال بشبكة الهاتف المحمول، لذلك لا تتوفر طرق تحديد الموقع والإشارة هذه، يعطي الكمبيوتر المتصل بالإنترنت عن طريق اتصال كبل موقعه كموقع لموفر خدمة الإنترنت مزود خدمة الإنترنت أي إس بي (ISP) الذي يتصل به، وعادةً ما يكون بعيدًا ولا يكون مفيدًا للغاية، على الرغم من أن عنوان أي بي IP قد يساعد، ومع ذلك، يمكن للكمبيوتر المتصل بشبكة واي فاي WiFi (عادةً كمبيوتر محمول) العثور على موقعه التقريبي عن طريق التحقق من شبكات واي فاي WiFi في النطاق مقابل قاعدة بيانات، مما يسمح بتحديد الموقع التقريبي والإشارة عبر الإنترنت.